# Fluvanna megye
Fluvanna megye az Amerikai Egyesült Államokban, azon belül Virginia államban található. Megyeszékhelye Palmyra, legnagyobb városa Columbia. Lakosainak száma 27 249 fő (2020. április 1.). Fluvanna megye Louisa, Buckingham, Albemarle, Cumberland és Goochland megyékkel határos.

## Népesség
A megye népességének változása:
| Lakosok száma | 25 755 | 26 010 | 25 982 | 25 977 | 26 235 | 27 249 |
|               | 2010   | 2011   | 2012   | 2013   | 2015   | 2020   |